# Wojciech Gryniewicz

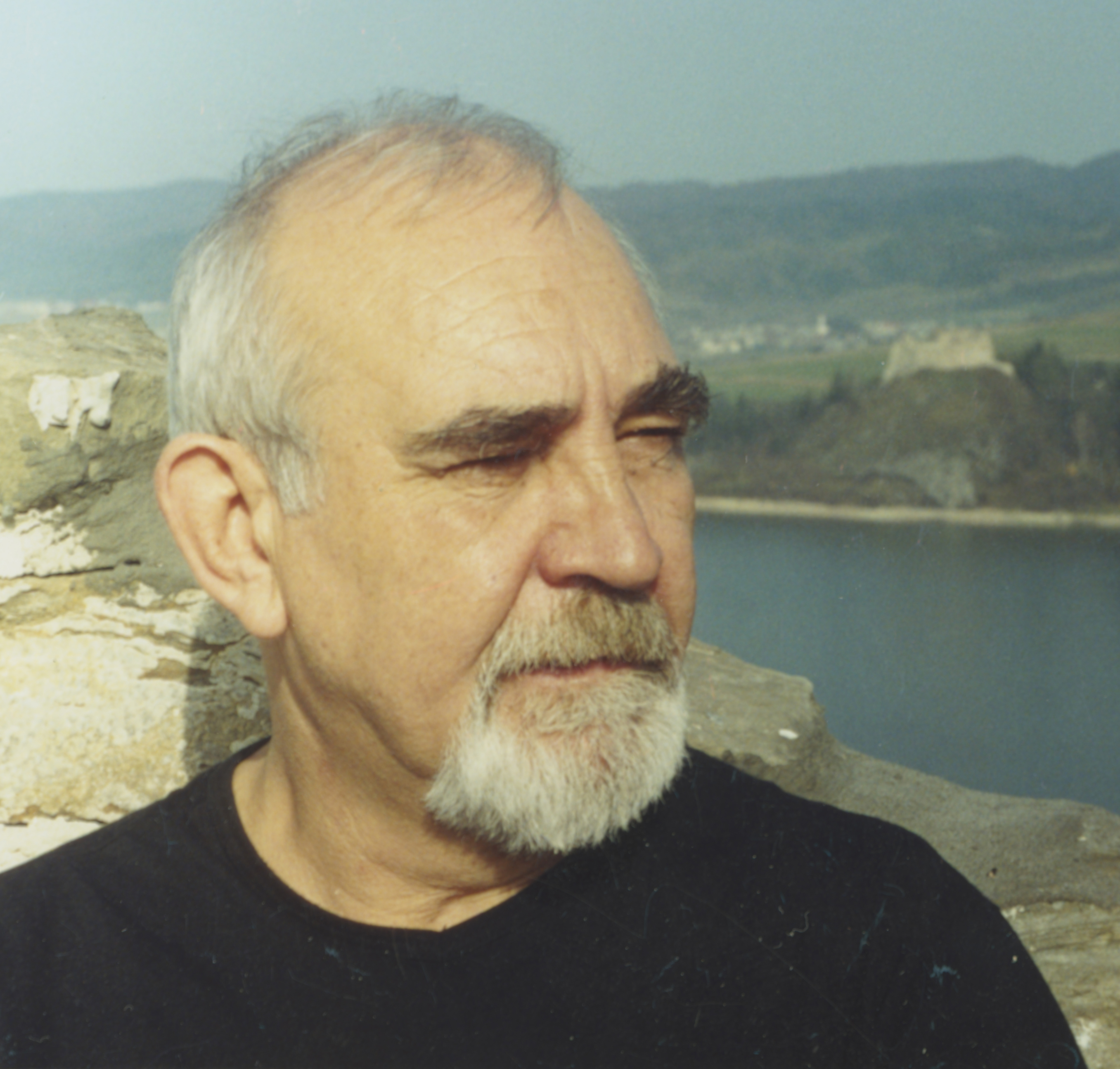
Wojciech Gyniewicz

Wojciech Gryniewicz (Bydgoszcz, 5 de abril de 1946). Escultor polaco.
Estudió en el Departamento de Escultura de la Academia de Bellas Artes de Gdansk , en el taller estudio de Alfred Wiśniewski, Adam Smolana.

## Obras
- Ławeczka Tuwima, (bronce, 1999), Łódź[3]
- Kochankowie z ulicy Kamiennej (bronce, 2004), Łódź
- Ławeczka Jana Nowaka Jeziorańskiego (bronce, 2006), Varsovia[4]
- Pomnik Ofiar Komunizmu (bronce, 2009), Łódź[5]
- Pomnik Ławki Szkolnej (bronce, 2010), Varsovia[6]
- Pomnik Wacława Milke (bronce, 2010), Płock

## Galería

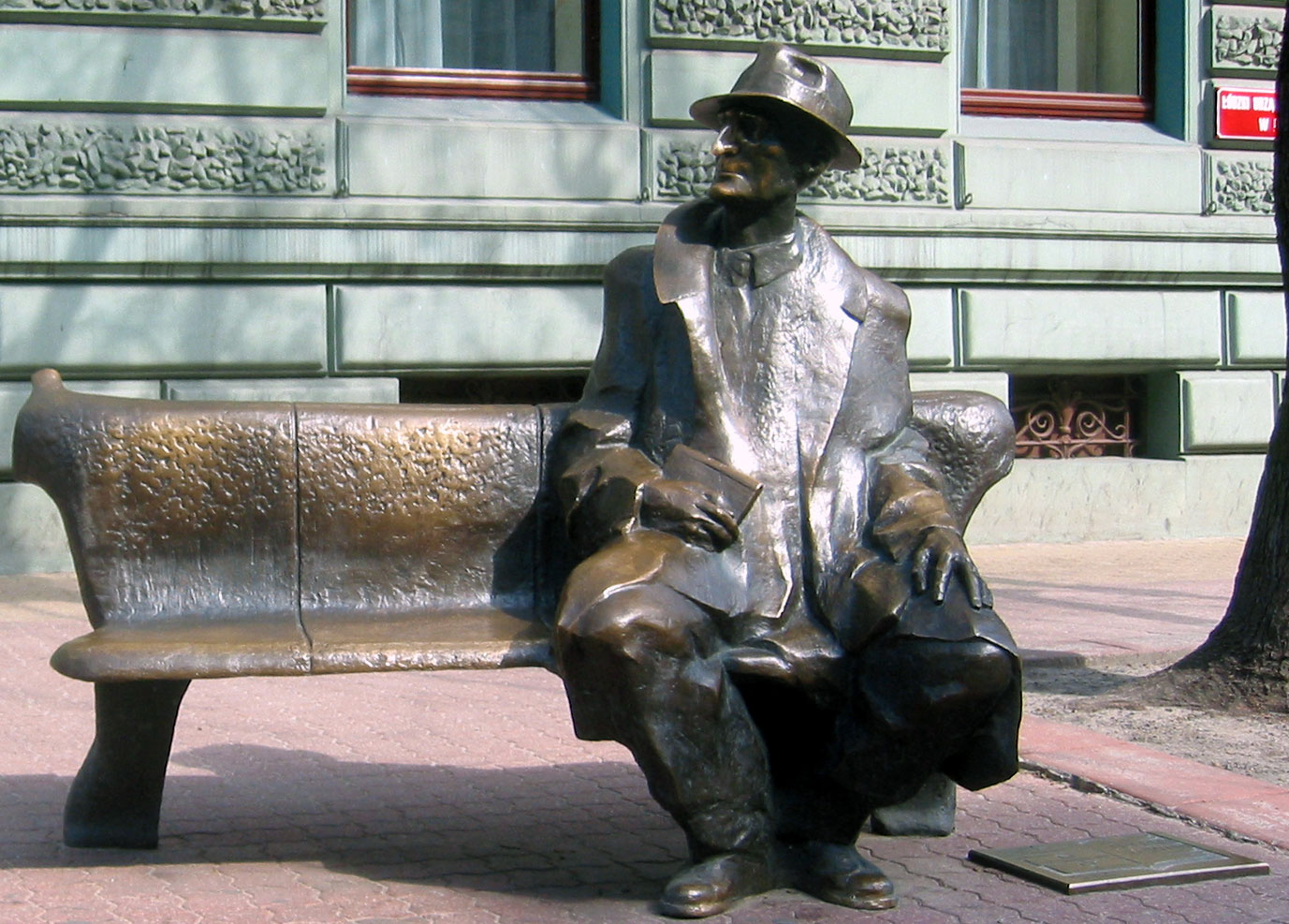
[Ławeczka Tuwima Łódź
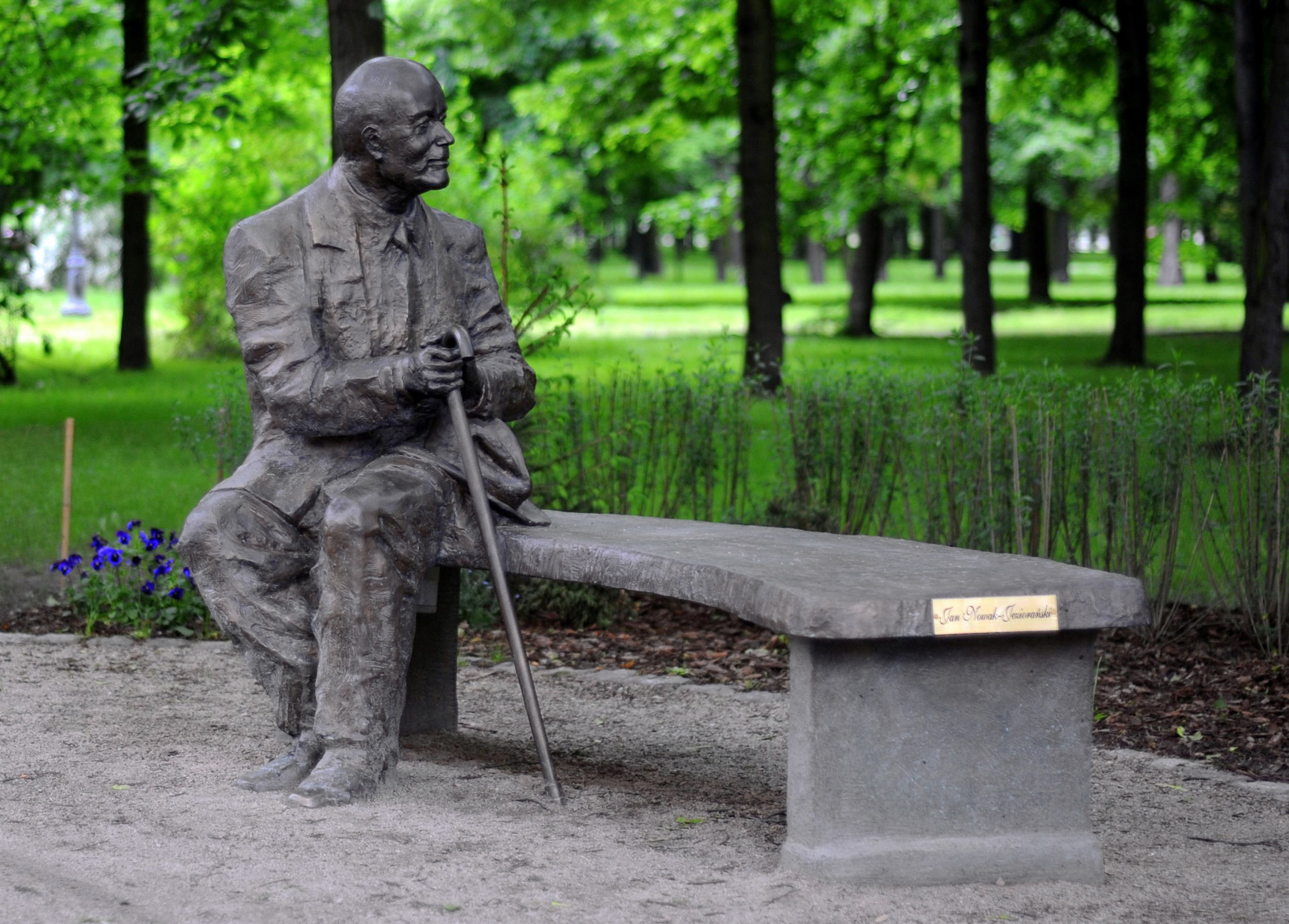
Ławeczka Jana Nowaka Jeziorańskiego Varsovia
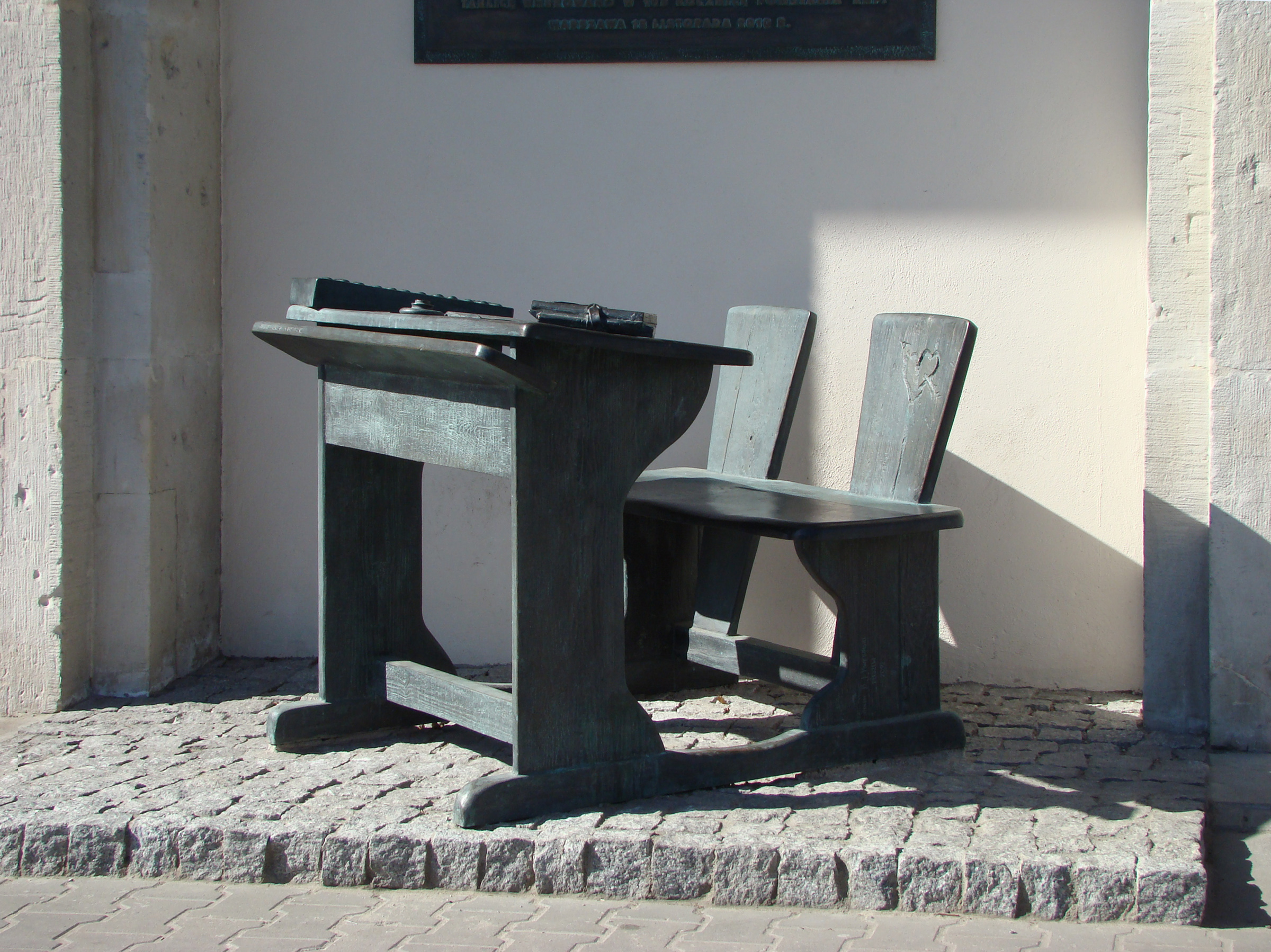
Pomnik Ławki Szkolnej Varsovia